# Lisa Vaelen
Lisa Vaelen (Bonheiden, 10 augustus 2004) is een Belgische turnster. Vaelen maakte deel uit van de Belgische selectie voor de Olympische spelen te Tokio. Ze won ook twee keer een bronzen medaille op de Europese Kampioenschappen aan sprong.

## Loopbaan

### Junior

#### 2016
Op het Belgisch Kampioenschap nam ze als junior deel in de A 12 reeks, waar ze op op alles goud won. Haar internationaal debuut maakte ze tijdens de Gymnova Cup waar ze goud won op de meerkamp. 

#### 2017
Op de WOGA Classic in februari, werd ze zesde op de meerkamp. Op de GymSport in Portugal won ze goud op zowel de meerkamp, sprong, balk als op de vloer. Hierna nam ze deel aan het Belgisch kampioenschap hier won ze brons op de meerkamp en vloer en zilver op de balk en goud op de sprong en brug. Hierna nam ze in het najaar weer deel op de Gymnova Cup waar ze won op de meerkamp en sprong, zilver op de balk en brons op de vloer. In november nam ze deel op de Top Gym waar ze zesde werd met het team, achtste op de meerkamp en sprong en 15de op de brug. 

#### 2018
Ook in 2018 nam ze deel aan de WOGA Classic waar ze 12de werd op de meerkamp. Ook weer in Portugal op de Gymsport was ze van de partij waar ze goud haalde op de sprong, balk en de meerkamp. 
Op het Belgisch kampioenschap  won ze op de sprong en balk, zilver op de vloer en brons op de meerkamp. In juni nam ze samen met andere leden van het Belgisch team als gast deel aan het Nederlands kampioenschap. Hier won ze goud op de meerkamp, balk en vloer. In een vriendschappelijke wedstrijd  in Heerenveen won ze zilver met het team en een 15de plek in de meerkamp. In november stond ze weer op de Gymnova Cup waar ze goud behaalde op de balk en op de vloer zilver, op de brug behaalde ze een vierde plaats. Ook in november behaalde ze goud op de meerkamp en brons op de sprong en vloer op het Top Gym.

#### 2019
In februari van 2019 nam ze opnieuw deel aan de WOGA Classic, deze keer behaalde ze brons op de sprong en behaalde ze een vijfde plaats op de meerkamp. Hierna nam ze deel aan de Jesolo Trophy in Italië. Hier behaalde ze brons met het team en een 19de plaats in de meerkamp. Hierna nam ze in Portugal opnieuw deel aan de GymSport, hier behaalde ze goud op de meerkamp, sprong en vloer. Op de brug en de balk behaalde ze zilver. In Juni stond het Flanders International Team (FIT) Challenge op het programma. Met het team behaalde ze brons en individueel behaalde ze op meerkamp een zevende plaats. Hierna zat ze in het Belgische team voor de Junior Wereldkampioenschap in Hongarije waar ze het team de vijfde plaats behaalde en 16de op de meerkamp.

### Senior

#### 2020
Vaelen maakte haar internationaal debuut bij de senioren op het International Gymnix in Canada. Hier won ze met het team zilver, een zesde plaats op de meerkamp, en achtste op de vloer. Door de COVID-19-pandemie speelde ze geen andere wedstrijden meer.

#### 2021
De eerste grote wedstrijd was in Osijek op de Wereldbeker waar ze brons haalde op de brug en zevende op de Balk. De FIT-Challenge was het laatste event voor de bekendmaking van de Olympische selectie.  Ze won daar met het team zilver en een twaalfde plaats op de meerkamp. Op 3 juli kreeg ze te horen dat ze samen met Nina Derwael, Maellyse Brassart en Jutta Verkest in de selectie van de Olympische Spelen zat.

## Palmares

### Senior
| Jaar | Wedstrijd         | All around | All around | Onderdeel | Onderdeel | Onderdeel | Onderdeel |
| Jaar | Wedstrijd         | Indiv.     | Team       |           |           |           |           |
| ---- | ----------------- | ---------- | ---------- | --------- | --------- | --------- | --------- |
| 2021 | Olympische Spelen | 42e        | 8e         |           | 52e       | 23        | 40e       |
| 2022 | EK                |            |            | 4e        | 14e       | 11e       | 12e       |
| 2022 | WK                | 11e        | 11e        | 6e        | 26e       | 63e       | 23e       |
| 2023 | EK                | 4e         | 7e         | 1         |           | 7e        |           |
| 2025 | EK                |            | 10e        | 1         |           | 58e       | 33e       |